# Plebejus tadeshinensis
Plebejus tadeshinensis är en fjärilsart som beskrevs av Wakabayashi 1940. Plebejus tadeshinensis ingår i släktet Plebejus och familjen juvelvingar. Inga underarter finns listade i Catalogue of Life.